# 新立街道 (白城市)
新立街道，是中华人民共和国吉林省白城市洮北区下辖的一个乡镇级行政单位。

## 行政区划
新立街道下辖以下地区：
长富社区、铁西社区、长利社区和新安社区。